# Cristoforo I di Danimarca
Cristoforo I di Danimarca (1219 – 29 maggio 1259) fu Re di Danimarca tra il 1252 e il 1259.

## Biografia
Era figlio di Valdemaro II di Danimarca e della moglie Principessa Berengária di Portogallo, e fratello di Abele e Eric IV. Venne eletto re alla morte del fratello maggiore Abele, nell'estate del 1252.
Il re spese gran parte del suo regno cercando di combattere i suoi molti avversari. Accettando i figli di Abele come regnanti dello Jutland meridionale, riuscì ad evitare le loro pretese al trono, ma in compenso i distretti di confine divennero più o meno indipendenti. Cristoforo dovette anche riconciliarsi con i re di Norvegia e di Svezia, che erano stati provocati dagli interventi di Abele e infine dovette cedere ad alcune delle richieste politiche dei magnati danesi. Sembra che il Danehof sia diventato un'istituzione durante il suo regno.
Cristoforo venne scomunicato dalla Chiesa Cattolica, mentre cercava di far canonizzare il fratello Eric IV di Danimarca, che venne presumibilmente fatto assassinare dal fratello Abele nel 1250.  Gli uomini di Cristoforo avevano arrestato e umiliato l'orgoglioso e ipocrita Arcivescovo Jakob Erlandsen, dopo che questi si era rifiutato di riconoscere il figlio di Cristoforo, Eric, come suo successore di diritto. Ma la scomunica ebbe poco o nessun effetto, e Cristoforo venne sepolto in terra consacrata dal Vescovo di Ribe, quando morì il 29 maggio 1259. 
Alcuni sostengono che il re morì in modo molto "inaspettato", poco dopo aver preso la comunione, ma le prove che sia stato avvelenato non sono mai state offerte. Gli alleati di Cristoforo, comunque, apparentemente presero a chiamarlo Krist-Offer ("Sacrificio di Cristo").
Cristoforo (Kristoffer) sposò Margherita Sambiria di Kassuben ed ebbe tre figli:
- Matilde (morta nel 1311), sposata ad Alberto III, Margravio di Brandeburgo
- Margherita (morta nel 1306), sposata al Conte Giovanni II di Holstein-Kiel
- Re Eric V di Danimarca.

## Ascendenza
|                           |                          |                                          | Genitori                              |  |  | Nonni |  |  | Bisnonni      |  |  | Trisnonni           |  |
|                           |                          |                                          |                                       |  |  |       |  |  | Canuto Lavard |  |  | Eric I di Danimarca |  |
|                           |                          |                                          |                                       |  |  |       |  |  | Canuto Lavard |  |  | Eric I di Danimarca |  |
|                           |                          | Bodil Thrugotsdattir                     |                                       |  |  |       |  |  | Canuto Lavard |  |  |                     |  |
| Valdemaro I di Danimarca  |                          |                                          |                                       |  |  |       |  |  | Canuto Lavard |  |  |                     |  |
|                           |                          | Ingeborg di Kiev                         | Mstislav I di Kiev                    |  |  |       |  |  |               |  |  |                     |  |
|                           |                          | Ingeborg di Kiev                         | Mstislav I di Kiev                    |  |  |       |  |  |               |  |  |                     |  |
|                           |                          | Ingeborg di Kiev                         | Cristina Ingesdotter di Svezia        |  |  |       |  |  |               |  |  |                     |  |
| Valdemaro II di Danimarca |                          | Ingeborg di Kiev                         |                                       |  |  |       |  |  |               |  |  |                     |  |
|                           |                          | Volodar Glebovich                        | …                                     |  |  |       |  |  |               |  |  |                     |  |
|                           |                          | Volodar Glebovich                        | …                                     |  |  |       |  |  |               |  |  |                     |  |
|                           |                          | Volodar Glebovich                        | …                                     |  |  |       |  |  |               |  |  |                     |  |
| Sofia di Minsk            |                          | Volodar Glebovich                        |                                       |  |  |       |  |  |               |  |  |                     |  |
|                           |                          | Richenza di Polonia                      | …                                     |  |  |       |  |  |               |  |  |                     |  |
|                           |                          | Richenza di Polonia                      | …                                     |  |  |       |  |  |               |  |  |                     |  |
|                           |                          | Richenza di Polonia                      | …                                     |  |  |       |  |  |               |  |  |                     |  |
| Cristoforo I di Danimarca |                          | Richenza di Polonia                      |                                       |  |  |       |  |  |               |  |  |                     |  |
|                           | Alfonso I del Portogallo | Enrico di Borgogna, conte del Portogallo |                                       |  |  |       |  |  |               |  |  |                     |  |
|                           | Alfonso I del Portogallo | Enrico di Borgogna, conte del Portogallo |                                       |  |  |       |  |  |               |  |  |                     |  |
|                           | Alfonso I del Portogallo | Teresa di León                           |                                       |  |  |       |  |  |               |  |  |                     |  |
| Sancho I del Portogallo   | Alfonso I del Portogallo |                                          |                                       |  |  |       |  |  |               |  |  |                     |  |
|                           |                          | Mafalda di Savoia                        | Amedeo III di Savoia                  |  |  |       |  |  |               |  |  |                     |  |
|                           |                          | Mafalda di Savoia                        | Amedeo III di Savoia                  |  |  |       |  |  |               |  |  |                     |  |
|                           |                          | Mafalda di Savoia                        | Adelaide                              |  |  |       |  |  |               |  |  |                     |  |
| Berengaria del Portogallo |                          | Mafalda di Savoia                        |                                       |  |  |       |  |  |               |  |  |                     |  |
|                           |                          | Raimondo Berengario IV di Barcellona     | Raimondo Berengario III di Barcellona |  |  |       |  |  |               |  |  |                     |  |
|                           |                          | Raimondo Berengario IV di Barcellona     | Raimondo Berengario III di Barcellona |  |  |       |  |  |               |  |  |                     |  |
|                           |                          | Raimondo Berengario IV di Barcellona     | Dolce I di Provenza                   |  |  |       |  |  |               |  |  |                     |  |
| Dolce di Barcellona       |                          | Raimondo Berengario IV di Barcellona     |                                       |  |  |       |  |  |               |  |  |                     |  |
|                           |                          | Petronilla d'Aragona                     | Ramiro II d'Aragona                   |  |  |       |  |  |               |  |  |                     |  |
|                           |                          | Petronilla d'Aragona                     | Ramiro II d'Aragona                   |  |  |       |  |  |               |  |  |                     |  |
|                           |                          | Petronilla d'Aragona                     | Agnese d'Aquitania                    |  |  |       |  |  |               |  |  |                     |  |
|                           |                          | Petronilla d'Aragona                     |                                       |  |  |       |  |  |               |  |  |                     |  |